# أندي ثورب
أندي ثورب (بالإنجليزية: Andy Thorpe)‏ هو لاعب كرة قدم بريطاني في مركز الدفاع، ولد في 15 سبتمبر 1960 في ستوكبورت في المملكة المتحدة. لعب مع ستوكبورت كونتي ونادي ترانمير روفرز ونادي دونكاستر روفرز.